# Abóbada de aresta

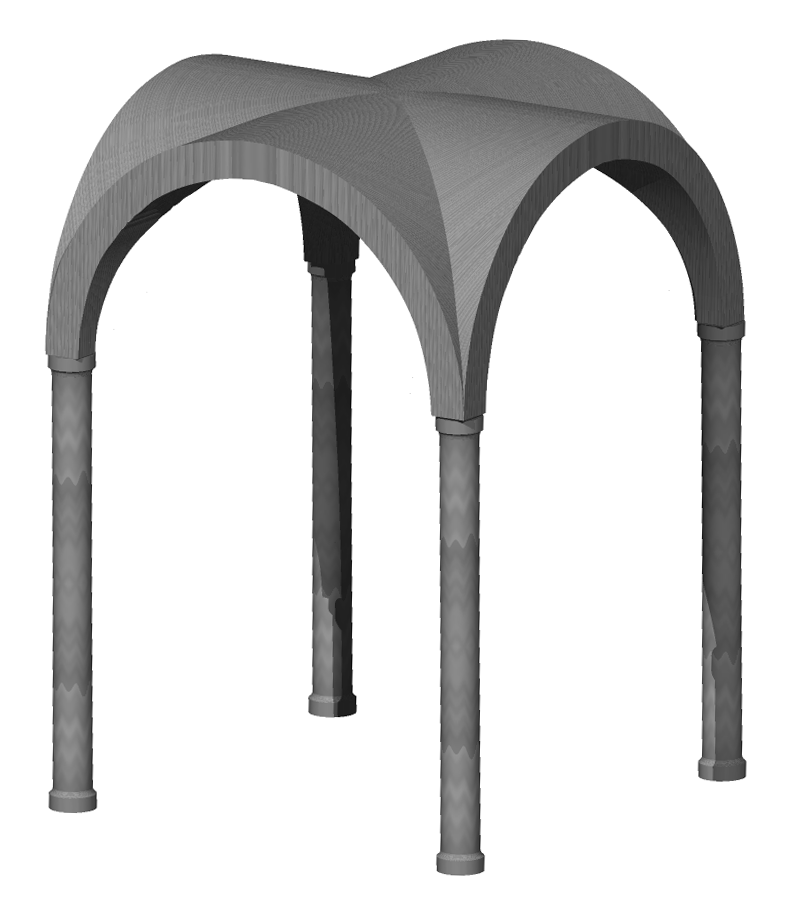
Abóbada de aresta

A abóbada de aresta é um elemento arquitetónico que consiste numa abóbada formada pela intersecção de duas abóbadas de berço com a mesma flecha. Os seus arcos mestres limitam um tramo.
Resultado do cruzamento de duas abóbadas cilíndricas perpendiculares e da mesma altura, portanto, composta de quatro unhas. As partes divisórias se chamam nervuras. O peso é descarregado sobre os pilares e a pressão lateral sobre contrafortes.
Construções que utilizavam abóbadas de aresta foram erguidas pela primeira vez pelos Romanos, porém o método caiu em relativo desuso na Europa até o ressurgimento da arquitetura de qualidade em pedra, trazida pela Renascença carolíngia, e depois a arquitetura românica. Foi substituída pelas abóbadas de nervuras mais flexíveis da arquitetura gótica no final da Idade Média. Difícil de construir com perfeição devido à geometria das arestas transversais (geralmente elípticas na seção transversal), a abóbada de arestas exigia grande habilidade no corte de pedras para formar uma aresta perfeita. Essa dificuldade, somada à fôrma necessária para criar tais construções, levou a abóbada de nervuras a substituir a abóbada de arestas como a solução preferida para encerrar o espaço na arquitetura gótica.
|  |  |

A construção de uma abóbada de arestas pode ser entendida de forma mais simples visualizando duas secções de abóbada de berço em ângulos retos, fundindo-se para formar uma unidade quadrada. As quatro nervuras resultantes transmitem a carga de tensão aos quatro cantos, ou pilares. A abóbada de arestas mais complexa é intrinsecamente um projeto mais forte em comparação com a abóbada de berço, uma vez que a estrutura da abóbada de berço deve assentar sobre paredes longas, criando uma tensão lateral menos estável, enquanto o projeto da abóbada de arestas pode direcionar as tensões quase puramente verticalmente sobre os pilares. Uma associação comum de abóbadas em catedrais da Idade Média envolve uma nave de abóbada de berço com transeptos de abóbada de arestas. As abóbadas costais assemelham-se às abóbadas de arestas, mas apresentam nervuras estruturais ao longo dos ângulos que suportam grande parte do peso, possibilitando variações de proporção muito maiores.